# 吡草胺
吡草胺（或称为吡唑草胺）是一种含氮有机氯化合物，化学式C
14H
16ClN
3O，带有吡唑官能团，属于氯乙酰苯胺类除草剂。